# Beaulieu (Baarn)
Villa Beaulieu is een gemeentelijk monument aan de Van Heemstralaan 33 in Baarn in de provincie Utrecht.
Beaulieu (mooie plek) werd in 1877 gebouwd voor de Amsterdamse koopman Johan Jacob Meder. De symmetrisch ingedeelde voorgevel bestaat uit een middenstuk van drie bouwlagen met aan weerszijden vleugels van twee lagen hoog. Het is in eclectische stijl versierd: de daklijsten zijn in chaletstijl, enkele onderdelen zijn neoclassicistisch (imitatievoegen), weer andere renaissance (lisenenn).

## Verbouwingen
In 1905 zijn de rijk versierde serre aan de linkerzijde en de aanbouw rechtsachter aangebouwd, naar een ontwerp van W.J.Vuyk en J.P.F. van Rossem.